# Communauté démocrate du bien-être et de la liberté

Drapeau de la Communauté démocrate du bien-être et de la liberté.

La Communauté démocrate du bien-être et de la liberté (hongrois : Jólét és Szabadság Demokrata Közösség, prononcé [ˈjoːleːt eːs ˈsɒbɒtːʃaːg ˈdɛmokɾɒtɒ ˈkøzøʃːeːg], JESz) est un ancien parti politique hongrois fondé le 8 avril 2011 sur les restes de l'ancien Forum démocrate hongrois (MDF) et disparu en 2023.

## Histoire
Le Forum démocrate hongrois est créé en 1987 par des opposants au régime communiste. À l'origine du mouvement, une réunion d'intellectuels issus de différentes tendances de l'opposition met en place cette formation qui se veut un instrument de dialogue avec le régime communiste. Alors que le parti unique - le Parti socialiste ouvrier hongrois (Magyar Szocialista Munkáspárt, MSzMP) - ne tolère aucune formation politique dissidente, la création du MDF permet peu à peu l'ouverture politique. Instrument de dialogue, le MDF cherche à faire évoluer le régime communiste tout en restant dans les cadres légaux. En 1989, il obtient le statut de parti politique.
Lors des premières élections libres en 1990, son alliance avec le Parti civique indépendant des petits propriétaires et des travailleurs agraires (Független Kisgazda-, Földmunkás- és Polgári Párt, FKgP)) et le Parti populaire démocrate-chrétien (Kereszténydemokrata Néppárt, KDNP) lui permet de recueillir 54 % des voix. József Antall, chef du parti, devient alors Premier ministre. 
Le MDF est balayé aux élections suivantes de 1994 qui voient le retour en force du Parti socialiste hongrois (Magyar Szocialista Párt, MSzP). Ne conservant qu'un petit groupe au parlement aux différentes élections législatives se succédant tous les quatre ans, il gouverne avec le Fidesz-Union civique hongroise, le grand parti de droite de 1998 à 2002. 
En décembre 2010, Zsolt Makay est élu président du MDF et propose le changement de nom de celui-ci. Le congrès du parti approuve la refondation du MDF qui prend le nom de Communauté démocrate du bien-être et de la liberté le 8 avril 2011.
Lors des élections législatives de 2014, le JESz n'obtient que 0,2 % des voix, ce qui entraîne sa mise en sommeil. Il est dissous en juin 2023.